# Wanka (volk)
De Wanka is een inheems volk uit Peru. Ze wonen rondom het Juninmeer en de rivieren Mantaro, Chanchamayo en Tarma  in wat nu de regio Junín van Peru is. Zowel de stad Huancayo als de gelijknamige provincie zijn naar dit volk genoemd. De Wanka's spreken een vorm van het Quechua. 
Ze leidden hun oorsprong (paqarina) terug tot de bron (pukyu) van Wariwillka, zes kilometer ten zuiden van Huancayo. Net als andere Andesvolken erkenden ze de godheid Viracocha als de schepper van de wereld. Als plaatselijke godheid (Apu, berggeest) aanbaden ze Wallallu Qarwinchu (Huallallo Carhuincho), die in het Huarochirí-manuscript wordt beschreven als een menseneter en aan wie de Wanka na hun nederlaag bij Pariacaca alleen nog honden offerden. Daarom noemden ze hem ook spottend Allqu mikuq, "hondeneter". 
Het hoogtepunt van de Wankacultuur viel tussen 600 en 1532 na Christus. De bevolking woonde in ommuurde nederzettingen op heuvels en hield zich vooral bezig met het hoeden van lama's. Rond het jaar 1000 ging men zich ook toeleggen op de maïsteelt, mede als antwoord op de bevolkingsgroei. De nederzettingen groeiden tot stadjes uit, met Wari Willka als hoofdplaats. Een stadje bestond doorgaans uit maximaal 50 gebouwen; enkele grotere plaatsen kenden meer dan 100 bouwwerken. Hun gebied was verdeeld in drie rijken, Hanan Wanka (Hanan Huanca, "Boven-Wanka", de huidige provincies Huancayo en Chupaca), Lulin Wanka (Hurin Huanca, "Beneden-Wanka", de huidige provincie Concepción) en Hatun Shawsha (Hatun Xauxa, "Groot-Jauja", de huidige provincie Jauja). 
De Incaleider Pachacuti wist de Wanka's in de 15e eeuw te onderwerpen. De Inca's verbeterden de agrarische productie, zodat de Wanka's konden voldoen aan de verplichte voedselleveranties. Jaujatambo gold voortaan als administratief centrum voor de Wanka's.

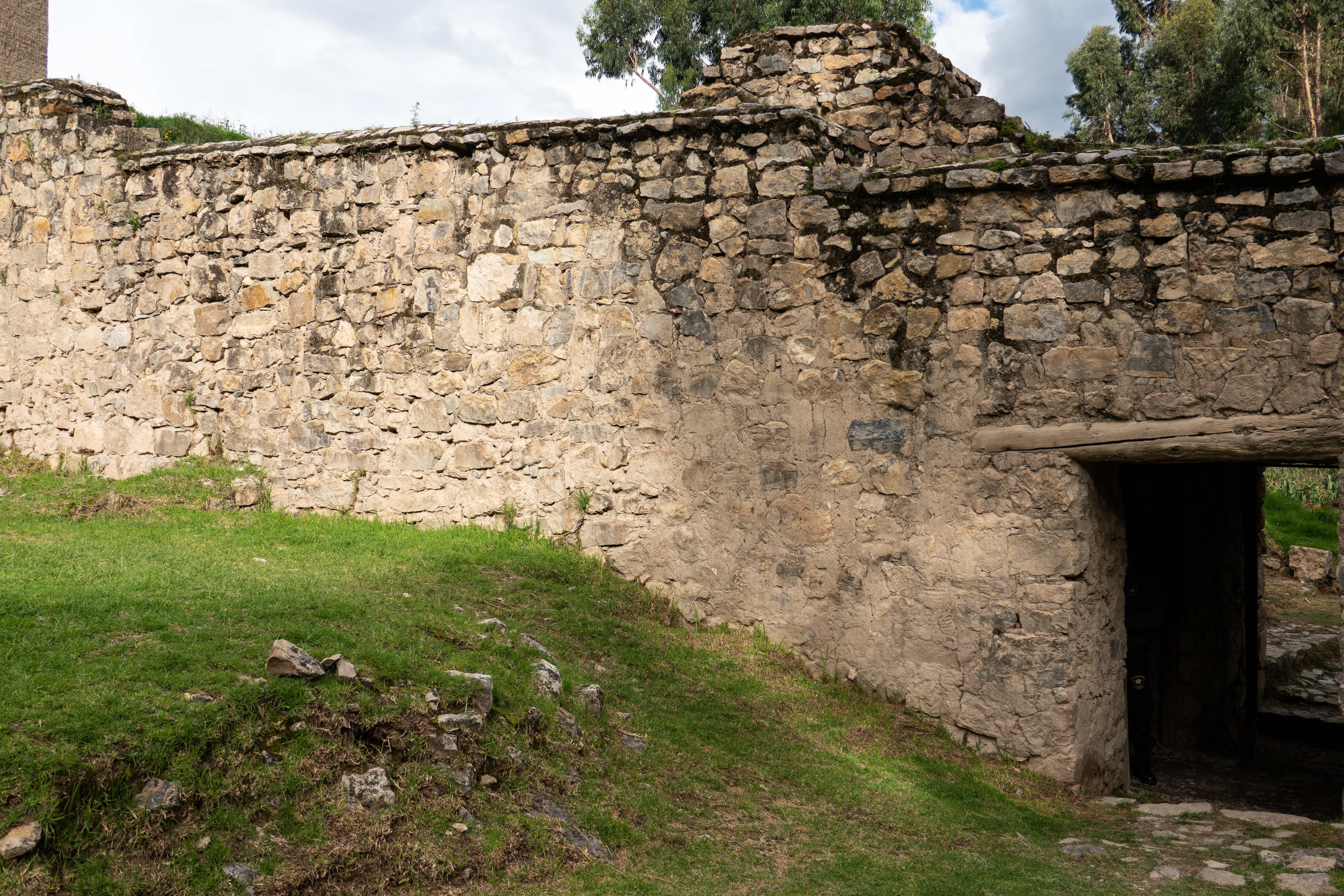
Restanten van de hoofdstad Wari Willka

Bij de inval van Francisco Pizarro in 1532 kozen de Wanka's de zijde van de Spanjaarden en keerden zich tegen hun Incaheersers. Ook na de val van het Incarijk hielpen de Wanka's nog regelmatig de Spanjaarden, zoals bij het neerslaan van de opstand van Francisco Hernández Girón.
De taal van de Wanka is het Wanka-Quechua (Quechua: Wanka Nunashimi, Spaans: Quechua Huanca), een variant van de centrale tak van de Quechua-taalfamilie, die al de taal van de Wanka's was voordat door de Inca's in Cuzco Quechua werd gesproken. Tijdens de tweede helft van de 20e eeuw werd het Wanka-Quechua vervangen door Spaans als resultaat van het staatsbeleid van verspaansing (castellanización), bijvoorbeeld door een verbod op het spreken van de taal op scholen, vooral in de Mantaro-vallei, en blijft het alleen nog een omgangstaal in bergachtige gebieden.